# Coleophora flavescentella
Coleophora flavescentella é uma espécie de mariposa do gênero Coleophora pertencente à família Coleophoridae.